# De tio budorden (film, 1956)
De tio budorden (engelska: The Ten Commandments) är en amerikansk biblisk episk film i färg från 1956 i regi av Cecil B. DeMille. Detta var hans första film i vidfilmsformat och hans sista film. Filmen är en nyinspelning av DeMilles tidigare stumfilm med samma namn från 1923. I denna nya version lät ljudfilmen DeMille fokusera på dialog och drama. Den hade biopremiär i USA den 5 oktober 1956 och svensk premiär den 26 november 1960.

## Handling
Filmen handlar om Moses och uttåget ur Egypten.

## Medverkande (urval)
- Charlton Heston – Moses
- Yul Brynner – Ramses II
- Anne Baxter – Nefretiri
- Edward G. Robinson – Dathan
- Yvonne De Carlo – Sippora
- Debra Paget – Lilia
- John Derek – Josua
- Sir Cedric Hardwicke – Sethi
- Nina Foch – Bithiah
- Martha Scott – Yoshebel
- Judith Anderson – Memnet
- Vincent Price – Baka
- John Carradine – Aron
- Olive Deering – Mirjam
- Babette Bain – Lilla Mirjam[5]
- Douglass Dumbrille – Jannes
- Frank de Kova – Abiram
- Henry Wilcoxon – Pentaur
- Eduard Franz – Jetro
- Donald Curtis – Mered
- Lawrence Dobkin – Hur Ben Caleb
- H. B. Warner – Amminadab
- Julia Faye – Elisheba

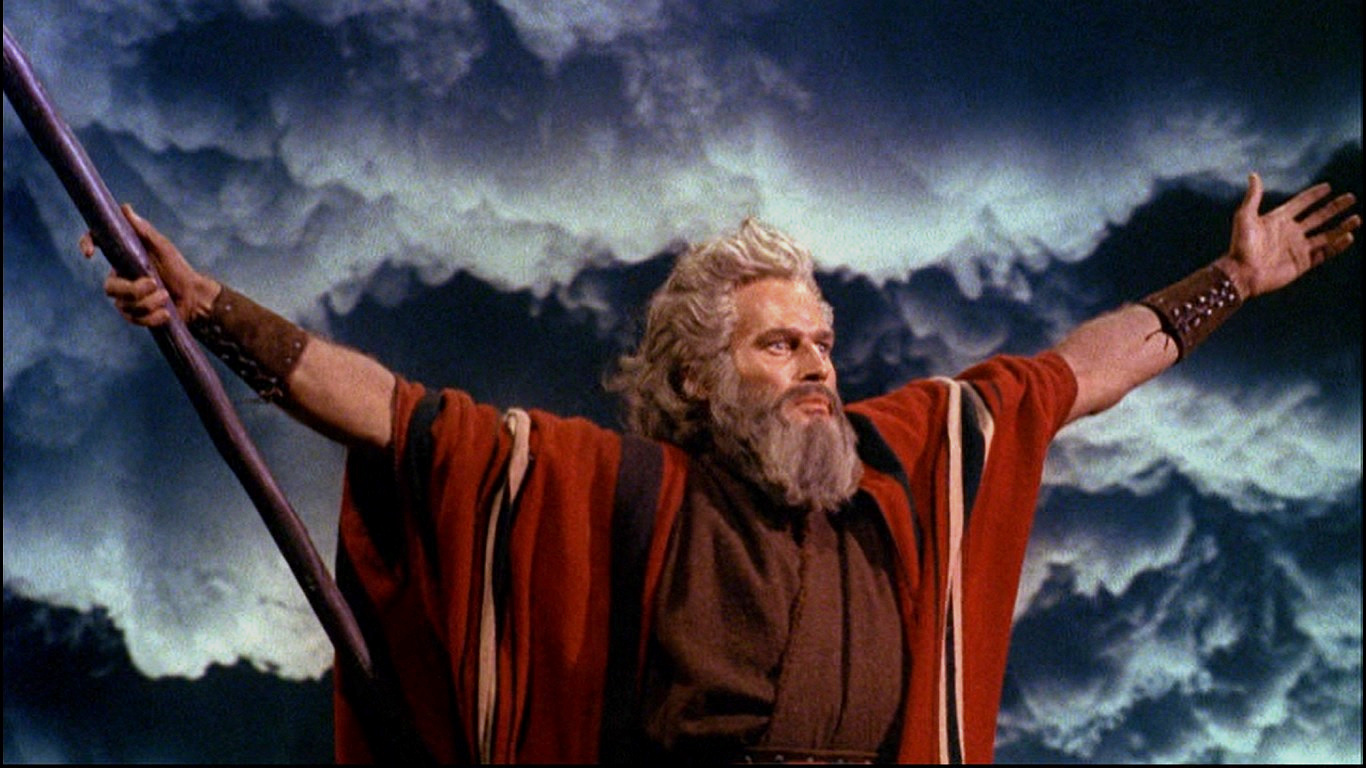
Charlton Heston i rollen som Moses.

- Lisa Mitchell – Jetros dotter (Lulua)
- Noelle Williams – Jetros dotter
- Joanna Merlin – Jetros dotter
- Pat Richard – Jetros dotter
- Joyce Vanderveen – Jetros dotter
- Diane Hall – Jetros dotter
- Abbas El Boughdadly – Rameses körsven
- Mimi Gibson – Liten flicka
- Fraser Heston – Moses som bebis
- John Miljan – Den blinde
- Francis J. McDonald – Simon
- Ian Keith – Ramses I
- Paul De Rolf – Eleazar
- Woodrow Strode – Kungen av Etiopien
- Tommy Duran – Gershom
- Eugene Mazzola – Rameses son
- Ramsay Hill – Korah
- Joan Woodbury – Korahs fru
- Esther Brown – Prinsessan Tharbis